# ناحیه الدین، شهرستان مک‌هنری، ایلینوی
شهرستان الدین، بخش مک‌هنری، ایلینواز (به انگلیسی: Alden Township, McHenry County, Illinois) یک منطقهٔ مسکونی در ایالات متحده آمریکا است که در ایلی‌نوی واقع شده‌است.

## خصوصیات
شهرستان الدین ۱٬۴۰۲ نفر جمعیت دارد.